# Alacrimia
La alacrimia o alácrima es la falta total o parcial de la secreción lacrimal. Existen dos tipos de secreción de lágrimas en el ser humano: la basal, que mantiene una fina película permanente sobre la córnea, impidiendo que se seque y se opacifique, y la refleja, que puede ser química o emocional. Estrictamente se considera alacrimia a la ausencia total y congénita de lágrimas (por agenesia de las glándulas lacrimales o por falta de inervación nerviosa). La alacrimia secundaria puede ser consecuencia de varias enfermedades, una de ellas es el síndrome de Sjögren.